# Vulpellac
Vulpellac es una localidad del municipio de Forallac, perteneciente a la provincia de Gerona, en la comunidad autónoma de Cataluña.

## Toponimia
El nombre del lugar puede encontrarse referido con las grafías Vulpellach y Vulpellac.

## Historia
Hacia mediados del siglo XIX, el lugar, por entonces con ayuntamiento propio, tenía contabilizada una población de 370 habitantes. Aparece descrito en el decimosexto volumen del Diccionario geográfico-estadístico-histórico de España y sus posesiones de Ultramar de Pascual Madoz de la siguiente manera:

VULPELLACH: l. con ayunt. en la prov. y dióc. de Gerona (3 leg.), part. jud. de La Bisbal (1/4), aud. terr. y c. g. de Barcelona. sit. en llano y al estremo de un pequeño monte; le combaten los vientos del N. y O.; su clima es templado y sano, aunque afecto á fiebres intermitentes y catarros. Tiene 130 casas, y una igl. parr. (Stos. Julian y Basilisa), de la que es aneja la capilla de Sta. Susana, se halla servida por un cura de ingreso, de provision real y ordinaria, y próximo á ella el cementerio. El térm. confina N. Castell de Ampurdá; E. Peratallada; S. Fonteta, y O. La Bisbal. El terreno es de secano, aunque le cruza una riera, pues solo lleva aguas en tiempo de lluvias; la parte montuosa está poblada de olivar y vinas. Hay caminos locales de herradura y dos carreteras que conducen á Palafrugell y á Torroella de Montgrí. El correo se recibe de la v. cab. del part. prod.: toda clase de cereales, legumbres y frutas; cria el ganado necesario para la labor, y caza de conejos, liebres, perdices y codornices. pobl.: 81 vec., 370 alm. cap. prod.: 3.510,000 rs. imp.: 87,750.
(Madoz, 1850, p. 416)

El municipio de Vulpellach desapareció en 1976, al fusionarse con los de Fonteta y Peratallada para formar el nuevo término municipal de Forallac.
En 2022, la entidad colectiva de población tenía empadronados 1045 habitantes, la entidad singular de población 293 habitantes y el núcleo de población 241 habitantes.

## Demografía
| Gráfica de evolución demográfica de Vulpellac entre 1842 y 1970 |
| |
| Población de derecho según los censos de población del INE Población de hecho según los censos de población del INEEn 1976 este municipio desaparece porque se integra en el municipio Forallac |